# Једна љубав
Једна љубав (итал. Un amore) роман је италијанског писца Дина Буцатија (итал. Dino Buzzati), романописца, приповедача и новинара. Роман је написан 1963. године.

## О роману
Антоније Дориго је сценограф који има 49 година, на измаку је своје младости, али се заљубљује у младу проституку Лаиду. Радња се дешава у Милану, метрополи у којој се дешавају пороци карактеристични за велике градове. Роман почиње биографским подацима о главном јунаку, који као да су преписани из неког административног формулара. Антоније води прилично емоционално неангажован живот. Љубав купује у јавној кући. А онда се упознаје са младом девојком Лаидом и почиње потпуно другачији живот пун сумњи, недоумица, манипулација. Радња се одвија у стилу реализма, аутор не штеди свог јунака. Приказује га у различитим непријатним и суровим ситуацијама у које може љубав да одведе особу. Дориго се потпуно нерационално понаша, стално је у сумњама да ли веровати у све изјаве своје љубавнице. Ипак, и из ове апсурдне љубави уздиже се племенитост писања Буцатија. Писац никад није немилосрдни судија ни за град Миланo, ни за младе девојке које су посрнуле у грех. Буцати обилази тесне улице, скровита предграђа, раскрснице, закључане капије и очекује да ће открити нешто изузетно, чудесно, невиђено. Дориго је опседнут трагањем и очекивањем изузетног доживљаја и догађаја. Буцати сваку најобичнију слику стварности надограђује широм и другачијом сценом. Машта писца и главног јунака обдарена је способношћу да прелази пут од конкретног до аптстрактног, од реалног до имагинарног.

## Ликови
- Антоније Дориго
- Лаида Анфоси
- Госпођа Ермелина
- Флора, Лаидина пријатељица
- Марчело

### Антоније Дориго
Дориго је приказан као лик који узалудно трага за измишљеним ликом једне жене. Пошто купује љубав у јавној кући, он се сусреће са средином равнодушном према другима, свирепом, односима који су рационални и механички. У таквом непријатељском окружењу упознаје младу девојку Лаиду. Дориго постаје жртва исцрпљујуће ситуације, манипулисан је, али не прихвата реалност. У њему се буде елементи нерационалности. Гоњен нелогичним поривима, као неким проклетством, упорно трага за нечим чиме би надоградио тривијалну реалност Лаидиног лика. На крају увиђа апсурдност своје ситуације. Али се мири са ситуацијом и, упркос Лаидиним лажима, наставља своју апсурдну везу и даље.

## Награда за превод романа
Југана Стојановић је добила Награду Милош Н. Ђурић 1987. године за превод романа Једна љубав у издању Нолита из Београда.

## Цитат из романа
| „ | У себи се злобно осмехивао и замишљао призор. Она, у пратњи свог драгог рођака, стиже на место заказаног састанка, на трг, али њега нема. Возе се унаоколо суседним улицама. Ништа, а већ су два сата и четрдесет минута. Можда је још у ресторану? Пошли су у ресторан. Нема га ни тамо. А можда се вратио у хтел. Чим је Лаида ушла у хотел, портир јој је упутио осмех који у исто време може свашта да значи: - Видите, госпођице, ваш ујак вам је поручио да је морао да отпутује и извињава се што није могао да чека... - А мој пртљаг? - Ту је, госпођице. - А псетанце? - Ту је, госпођице. - А онда она од срџбе побелела као крпа и једва се некако савлађује, јер жели да пред портиром спасе форму. (Мисли да је то потребно, ах, ах.) Међутим она би најрадије опсовала све свеце и оној мрцини, свом ујаку, рекла шта је заслужио. А сад? Без једне једине лире у џепу... Немир, нервоза које је раније осећао, сад су се претворили у неки чудан осећај: буран, динамичан, одлучан. Осећа се као неко ко се први пут, после дугог размишљања, помоћу причвршћеног двоструког конопца с балкона спустио у празан простор. Осећа се као пред почетак битке, кад се више ни на шта друго не мисли, већ на оно што предстоји, и кад у тој грозници ишчезава чак и сам страх од смрти. Шта ће се касније десити? Свеједно, шта било да се деси, сад више ништа не може да се уради. После толиких интрига, дипломатске игре и превара, коначно почиње игра с отвореним картама. Бар за сада Антоније осећа скоро као неко олакшање... Међутим она, утонула у сан, несвесна зла које је прузроковала и које ће проузроковати, лепрша испод кровова, таванских прозорчића, тераса, високих торњева Милана, а то што лепрша, то је нешто младо, веома малено и наго, то је нежно и бе3ло зрнце ситне прашинице меса, или је то, можда, душа, која у себи скрива један диван и неостварљив сан. Кроз слојеве густе магле онај црвенкаст одраз светиљки које још горе, благо је осветљава и она блиста самилосно и тајанствено. | ” |